# Eugeniu Iordăchescu
Eugeniu Iordăchescu (ur. 8 listopada 1929 w Braile, zm. 4 stycznia 2019 w Bukareszcie) – rumuński inżynier.
Był synem elektryka Ioana i gospodyni domowej Any. W 1953 roku ukończył studia w Instytucie Budownictwa w Bukareszcie (Institutului de Construcții din București; obecnie Universitatea Tehnică de Construcții București) na wydziale mostów i konstrukcji masywnych (Facultatea de Poduri și Construcții Masive), po czym rozpoczął pracę w zawodzie, uczestnicząc w pracach projektowych oraz realizacji budów. Koordynował także budowę wielu budynków mieszkalnych, jak i obiektów handlowych oraz społeczno-kulturalnych jako dyrektor generalny Dyrekcji Generalnej Rozwoju Mieszkalnictwa i Administracji (Direcția generală de dezvoltare și administrație locativă), podlegającej urzędowi miasta w Bukareszcie. Zajmował się również działalnością dydaktyczną jako asystent w Instytucie Nafty, Gazownictwa i Geologii (1960–1969) oraz Instytucie Budownictwa (1970–1974). Po trzęsieniu ziemi w 1977 roku brał udział w ekspertyzie zniszczeń, a także w projektowaniu i weryfikacji projektów konsolidacji niektórych budynków. W 1984 roku uzyskał tytuł doktora na podstawie pracy Concepția, calculul, proiectarea și tehnologia lucrărilor de deplasare a clădirilor.
W latach 80. Nicolae Ceaușescu zdecydował o budowie Centrul Civic (centrum obywatelskiego) z Domem Ludowym, Ministerstwem Obrony Narodowej, Rumuńską Akademią Nauk, Hotelem Marriott oraz szerokim „Bulwarem Zwycięstwa Socjalizmu”. Konieczna była rozbiórka 7 km² starego miasta, w tym kilkunastu zabytkowych kościołów. Iordăchescu postanowił ocalić jak najwięcej z nich i opracował metodę pozwalającą na przeniesienie budynków w inne miejsce. Były one odrywane od fundamentów, umieszczane na szynach i przenoszone za pomocą podnośników hydraulicznych i wciągarek. Jedną z uratowanych świątyń była XVI-wieczna cerkiew Michała Wojewody przeniesiona o ok. 285 metrów, najdalej ze wszystkich, a także pałac Świętego Synodu przy monasterze Antyma, będący najcięższym przeniesionym budynkiem w Rumunii. Jego relokacja wymagała obrócenia budynku, jednakże po umieszczeniu go 20 metrów dalej, rumuński dyktator nakazał przeniesienie go o kolejne 13 metrów. Mimo to, żona dyktatora wymusiła wyburzenie jednej z wież budowli, która jej zdaniem była widoczna z ulicy. Mimo starań inżyniera, 22 kościoły zostały wyburzone (w tym monaster Văcărești). Oprócz świątyń, Iordăchescu przeniósł także m.in. budynki mieszkalne oraz szpital. Jak sam wspominał, proces przenoszenia jednego z budynków mieszkalnych przy bulwarze Stefana Wielkiego obserwowała Suzana Gâdea, ówczesna minister kultury i edukacji, która za zgodą inżyniera weszła do środka budynku, skorzystała z windy i weszła do jednego z mieszkań na szóstym piętrze. Mieszkańcy byli w środku w trakcie przenoszenia budynku, a sam proces nie był odczuwalny.
Iordăchescu napisał ponad 40 artykułów w czasopismach branżowych, był także autorem dwóch książek: Culegere de probleme de rezistența materialelor (tom I wydany w 1969, II w 1975) oraz Translația construcțiilor (1988). Po osiągnięciu wieku emerytalnego pozostał aktywny zawodowo. Został odznaczony Orderem Pracy III klasy, a także otrzymał Krzyż Patriarchalny Rumuńskiej Cerkwi Prawosławnej. Zmarł 4 stycznia 2019 w Bukareszcie na zawał serca.
Był żonaty z Sabiną Eleną (zm. 2005), z którą miał synów Nicolae i Adriana, którzy również zostali inżynierami; doczekał się także pięciorga wnucząt.